# West Alexandria
West Alexandria és una població dels Estats Units a l'estat d'Ohio. Segons el cens del 2000 tenia 1.395 habitants.

## Demografia
Segons el cens del 2000, West Alexandria tenia 1.395 habitants, 576 habitatges, i 387 famílies. La densitat de població era de 748,1 habitants per km².
Dels 576 habitatges en un 32,3% hi vivien nens de menys de 18 anys, en un 52,1% hi vivien parelles casades, en un 10,6% dones solteres, i en un 32,8% no eren unitats familiars. En el 29,7% dels habitatges hi vivien persones soles el 13,5% de les quals corresponia a persones de 65 anys o més que vivien soles. El nombre mitjà de persones vivint en cada habitatge era de 2,42 i el nombre mitjà de persones que vivien en cada família era de 3,03.
Per edats la població es repartia de la següent manera: un 25,9% tenia menys de 18 anys, un 8,3% entre 18 i 24, un 30% entre 25 i 44, un 20,4% de 45 a 60 i un 15,3% 65 anys o més.
L'edat mediana era de 36 anys. Per cada 100 dones de 18 o més anys hi havia 94 homes.
La renda mediana per habitatge era de 36.399 $ i la renda mediana per família de 41.685 $. Els homes tenien una renda mediana de 30.982 $ mentre que les dones 24.265 $. La renda per capita de la població era de 17.628 $. Aproximadament el 5,4% de les famílies i el 7,4% de la població estaven per davall del llindar de pobresa.

## Poblacions més properes
El següent diagrama mostra les poblacions més properes.